# Batman: Arkham VR
Batman: Arkham VR è un videogioco di avventura in realtà virtuale sviluppato da Rocksteady Studios e pubblicato da Warner Bros. Interactive Entertainment per PlayStation 4 e Microsoft Windows . Basato sul supereroe Batman della DC Comics, fa parte della serie Batman: Arkham.
È il primo capitolo a utilizzare visori per la realtà virtuale, consentendo ai giocatori di vivere il mondo di gioco dalla prospettiva di Batman. È stato pubblicato in tutto il mondo l'11 ottobre 2016 in esclusiva temporanea per PlayStation 4, successivamente il 25 aprile 2017 uscì per Microsoft Windows utilizzabile con i visori HTC Vive, Oculus Rift e Valve Index.

## Modalità di gioco
con un focus principale sull'uso delle abilità e dei gadget di Batman per esplorare l'ambiente circostante e risolvere enigmi. Batman: Arkham VR è un gioco di avventura giocato da una prospettiva in prima persona. Con il PlayStation VR il gioco può essere giocato utilizzando sia i PlayStation Move che il DualShock 4, ma con quest'ultimo non è possibile muovere liberamente le mani.
Il giocatore può guardarsi intorno liberamente e interagire con gli oggetti.
Il giocatore ha tre gadget a disposizione:
- Il batarang lanciabile
- Un rampino che viene usato per spostarsi nei vari scenari o tirare leve
- Lo scanner forense, che può essere utilizzato esaminare le prove e ricreare le scene del crimine.

Il giocatore per spostarsi nell'ambiente può teletrasportarsi in punti specifici o usando in rampino in determinati punti
Nella Batcaverna è possibile fare varie cose, come analizzare provette di sangue, fare la sfida dell'Enigmista, ascoltare le notizie alla radio e ricostruire modelli 3D di oggetti appartenuti a famosi nemici di Batman come:
- La maschera di Bane
- Il guanto dello Spaventpasseri
- La pistola contenente sostanza Titan, utilizzata da Joker in Batman: Arkham Asylum
- La pistola di Mr. Freeze
- La spada di Ra's al Ghul
- La mazza di Harley Quinn
- Un trofeo verde dell'Enigmista, presente nella serie Batman: Arkham
- Il bastone dell'Enigmista
- La scatola enigma dell'Enigmista

A differenza dei precedenti giochi della serie Batman: Arkham, Arkham VR non prevede combattimenti e si concentra invece sulla risoluzione di enigmi per trovare indizi che faranno avanzare la storia. Arkham VR offre attività opzionali, tra cui 30 sfide dell'enigmista che aggiunge vari enigmi e oggetti nascosti da individuare dopo che il gioco è stato completato che permettono di sbloccare i modelli 3D dei personaggi visualizzabili sul Batcomputer o delle Batmobili nel garage.

## Personaggi
Arkham VR presenta vari personaggi già visti nella serie di Batman: Arkham.
I personaggi presenti sono:
Alleati
- Batman (Kevin Conroy) il personaggio principale, un supereroe addestrato all'apice della perfezione fisica e mentale umana ed esperto di arti marziali.
- Robin (Tom Austen) spalla di Batman.
- Nightwing ex spalla di Batman.
- Alfred Pennyworth (Hugh Fraser) il maggiordomo di Batman.
- Vicki Vale (Jules de Jongh) la giornalista si può sentire nella radio all'interno della Batcaverna.

Nemici
- Il Pinguino (Ian Redford)
- Killer Croc (Steven Blum)
- l'Enigmista (Wally Wingert).
- Joker (Mark Hamill): appare come una visione dopo la sua morte durante Batman: Arkham City

Il gioco presenta anche diversi personaggi non presenti nella storia ma visualizzabili come modelli 3D sul Batcomputer:
- Thomas (Conroy) e Martha Wayne (Andrea Deck), i genitori di Batman.
- Joe Chill (Glenn Wrage) l'assassino dei genitori di Batman.
- Harley Quinn
- Scagnozzi del Pinguino
- Tuta di Batman v7.43
- Tuta di Batman v8.03
- Tuta di Batman v Superman: Dawn of Justice

Nelle celle dell'Arkham Asylum è possibile vedere altri due personaggi non presenti sul Batcomputer, ma presenti negli altri giochi della serie Batman: Arkham:
- Il burattino del Ventriloquo, la scheda biografica del Ventriloquo è presente in Batman: Arkham Asylum.
- Victor Zsasz, presente in Batman: Arkham Asylum e Batman: Arkham City

## Batgarage
Nella Batcaverna è presente il Batgarage dove è possibile visualizzare modelli 3D di varie batmobili:
- Il Batwing della serie Batman: Arkham
- la Batmobile tumbler 2008 del film Il cavaliere oscuro
- La Batmobile di Batman: Arkham Asylum
- La Batmobile della serie tv anni '60 Batman (serie televisiva)
- La Batmobile di Batman v Superman: Dawn of Justice
- La Batmobile di Batman: Arkham Knight e la sua seconda forma
- La Batmobile del film del 1989 Batman (film 1989)

## Storia
Scritta da Ian Ball e Martin Lancaster. La trama del gioco è presentata da una prospettiva in prima persona e si svolge tra Batman: Arkham City del 2011 e Batman: Arkham Knight del 2015, segue Batman mentre indaga sulla scomparsa dei suoi alleati Nightwing e Robin.
Bruce Wayne viene svegliato da un incubo sull'omicidio dei suoi genitori. Viene informato dal suo maggiordomo Alfred che c'è una situazione urgente che richiede la sua attenzione.
Attivando un ingresso segreto alla Batcaverna sotto il suo maniero, Wayne indossa la sua tuta e i suoi gadget. Nella Batcaverna, Alfred informa Batman che sia Robin che Nightwing sono scomparsi e non è stato in grado di contattarli. Batman attiva il localizzatore di Nightwing e lo localizza nel centro di Gotham, mentre il localizzatore di Robin risulta irraggiungibile.
Dirigendosi sul posto con la Batmobile, Batman arriva e trova Nightwing morto in un vicolo. La sua indagine rivela che, nonostante il suo addestramento e le sue abilità quasi impareggiabili, Nightwing è stato sconfitto in un combattimento uno contro uno e gli è stato spezzato il collo. La sua indagine rivela inoltre che uno degli scagnozzi del Pinguino ha assistito all'omicidio prima di fuggire.
Batman prende il Batwing per raggiungere il Pinguino. Interrogandolo, scopre che il testimone è stato fatto saltare in aria da un misterioso aggressore prima che potesse rivelare l'identità dell'assassino.
Successivamente Batman raggiunge l'obitorio di Gotham per esaminare le vittime dell'esplosione e grazie ai suoi gadget riesce a mettere insieme le schegge dell'esplosivo scoprendo che appartiene ad una società di demolizioni che lavora a un progetto fognario sotto Founders Island. Concentrando la sua ricerca in quest'area, Batman riesce a stabilire un contatto radio con Robin che lo avverte di essere stato catturato per tendere una trappola a Batman.
Batman raggiunge le fogne per salvare Robin e lo trova in una gabbia, ma mentre tenta di liberarlo, Batman stesso viene catturato. Robin nota dei graffiti in stile Joker sulla gabbia, credendo che il loro rapitore stia emulando Joker. Batman e Robin tentano di scappare, ma vengono attaccati da Killer Croc e nel momento stesso in cui Robin viene liberato, viene mangiato da Killer Croc.
La gabbia di Batman si trasforma improvvisamente in un ascensore che scende nelle profondità dell'Arkham Asylum. Mentre Batman esplora la struttura, incontra una serie di celle di isolamento, all'interno di una di queste ci trova Joker. Mentre Batman si gira per andarsene, si ritrova rinchiuso da solo nella cella di Joker. La stanza inizia a cambiare, mostrando accuse scarabocchiate come "assassino" e "HA" sui muri, poiché viene rivelato che è stato Batman ad uccidere Nightwing, a far saltare in aria il testimone e ad attirare Robin nella trappola per farlo uccidere. Ha commesso queste azioni sotto l'influenza di Joker, che si è infiltrato nel corpo e nella mente di Batman attraverso una trasfusione del suo sangue infetto prima della sua morte ad Arkham City. Mentre Batman guarda in uno specchio e vede Joker come il suo riflesso, Joker annuncia che il dinamico duo è finalmente insieme.
L'intera storia è un incubo o un'allucinazione causata dal sangue di Joker; si può sentire il suono di un allarme periodicamente e la voce di Alfred che cerca di svegliare Batman.

## Sviluppo
Nel giugno 2016 all'E3 2016, è stato annunciato che Rocksteady stava sviluppando Batman: Arkham VR per PlayStation VR e che sarebbe stato pubblicato nell'ottobre 2016.
Dopo un periodo di esclusività di cinque mesi per PlayStation 4, il gioco è stato distribuito per Oculus Rift e HTC Vive il 25 aprile 2017.
Rocksteady ha anticipato la trama di Arkham VR nel contenuto scaricabile di Batman: Arkham Knight "Crime Fighter Challenge Pack # 6", che ha permesso ai giocatori di esplorare il maniero dei Wayne e interagire con un pianoforte per rivelare un muro nascosto contenente riferimenti a un omicidio, schegge e Pinguino. Il gioco è stato realizzato utilizzando Unreal Engine 4 .

## Accoglienza
| Testata                          | Giudizio |
| -------------------------------- | -------- |
| Metacritic (media al 09-11-2020) | 74/100   |
| IGN Italia                       | 7/10     |
| Everyeye.it                      | 8/10     |
| Multiplayer.it                   | 7.8/10   |
| Eurogamer                        | 8/10     |
| Uploadvr                         | 5/10     |
| SpazioGames.it                   | 8/10     |

Il gioco è stato accolto bene dalla critica italiana, sia per la sua grafica molto avanzata per essere in realtà virtuale, sia per la narrazione.
Molte testate però hanno sottolineato come la durata del gioco sia molto breve impedendone la rigiocabilità, che non preveda un sistema di progressione e non ci siano momenti di azione rendendolo una semplice esperienza piuttosto che un gioco completo.

### Riconoscimenti
| Data            | Premio                                 | Categoria                             | Risultato       | Fonte         |
| --------------- | -------------------------------------- | ------------------------------------- | --------------- | ------------- |
| 14 Giugno 2016  | IGN's Best of E3 Awards 2016           | Miglior gioco rompicapo               | Vincitore       | [ 18 ]        |
| 14 Giugno 2016  | IGN's Best of E3 Awards 2016           | Miglior esperienza VR                 | Vincitore       | [ 18 ]        |
| 5 Luglio 2016   | Game Critics Awards                    | Miglior gioco VR                      | Vincitore       | [ 19 ] [ 20 ] |
| 6 gennaio 2017  | IGN Awards 2016                        | Miglior Gioco VR                      | Vincitore/trice | [ 21 ]        |
| 6 gennaio 2017  | IGN Awards 2016                        | Miglior Gioco VR (scelta dei lettori) | Vincitore/trice | [ 21 ]        |
| 12 gennaio 2017 | PlayStation Blog Game of the Year 2016 | Miglior Gioco Playstation VR          | Vincitore/trice | [ 22 ]        |
| 17 Marzo 2017   | Italian Video Game Awards              | Gioco più innovativo                  | Vincitore       | [ 23 ]        |
| 20 Marzo 2017   | NAVGTR Awards                          | Miglior regia in realtà virtuale      | Vincitore       | [ 24 ]        |
| 7 aprile 2017   | British Academy Video Games Awards     | Miglior Gioco Britannico              | Candidato/a     | [ 25 ]        |
| 7 aprile 2017   | British Academy Video Games Awards     | Innovazione del Gioco                 | Candidato/a     | [ 25 ]        |
| 13 Luglio 2017  | Develop Awards                         | Miglior design del suono              | Vincitore       | [ 24 ] [ 26 ] |
| 13 Luglio 2017  | Develop Awards                         | Miglior Visual Design                 | Vincitore       | [ 24 ] [ 26 ] |